# Доисторическая Азия
Поскольку Азия уже в дописьменный период представляла собой чрезвычайно разнородную в культурном и антропологическом плане картину, доисторический период Азии выглядел по-разному в её отдельных регионах.

## Доисторическая Анатолия[1]
- Западноанатолийская цивилизация
- Чатал-Гююк
- Бейджесултан
- Невалы-Чори
- Гёбекли-Тепе
- Хатты
- Каски
- Мушки

## Доисторический Ближний Восток
- Доисторическая Палестина и Левант
- Доисторическая Сирия
- Доисторический Ирак
- Доисторический Иран
- Доисторическая Аравия
- Категория:Ближневосточный неолит

## Доисторический Кавказ и Закавказье[1]
- Доисторический Азербайджан
- Доисторическая Армения
- Доисторическая Грузия
- Доисторический Северный Кавказ

## Доисторическая Восточная Азия
- Доисторический Китай
  - Чжижэнь
  - Китайский неолит
  - Бронзовый век Китая, Бронзовый век#Китай
  - Доисторический Ордос
  - Доисторический Тайвань
  - Доисторический Тибет
  - Доисторический Синьцзян
- Доисторическая Корея
- Доисторическая Япония:
  - Японский палеолит
  - Дзёмон
  - Яёи
  - Период Ямато
- Бронзовый век Восточной Азии, Бронзовый век#Восточная Азия
- Появление человека в Америке, Заселение Америки

## Доисторическая Юго-Восточная Азия
- Доисторический Индокитай
  - Доисторический Вьетнам
  - Доисторический Лаос
  - Доисторическая Камбоджа
- Доисторический Таиланд
- Доисторические Филиппины
- Доисторическая Индонезия
- Доисторическая Малайзия

## Доисторическая Южная Азия
- Каменный век Южной Азии
- Доисторическая Бенгалия
- Доисторическая Бирма
- Доисторический Индостан, История Индии
  - Цивилизация долины Инда
  - Доисторическая Шри-Ланка

## Доисторическая Центральная Азия
- Маргианская цивилизация
- Доисторическая Монголия